# BMW South Africa

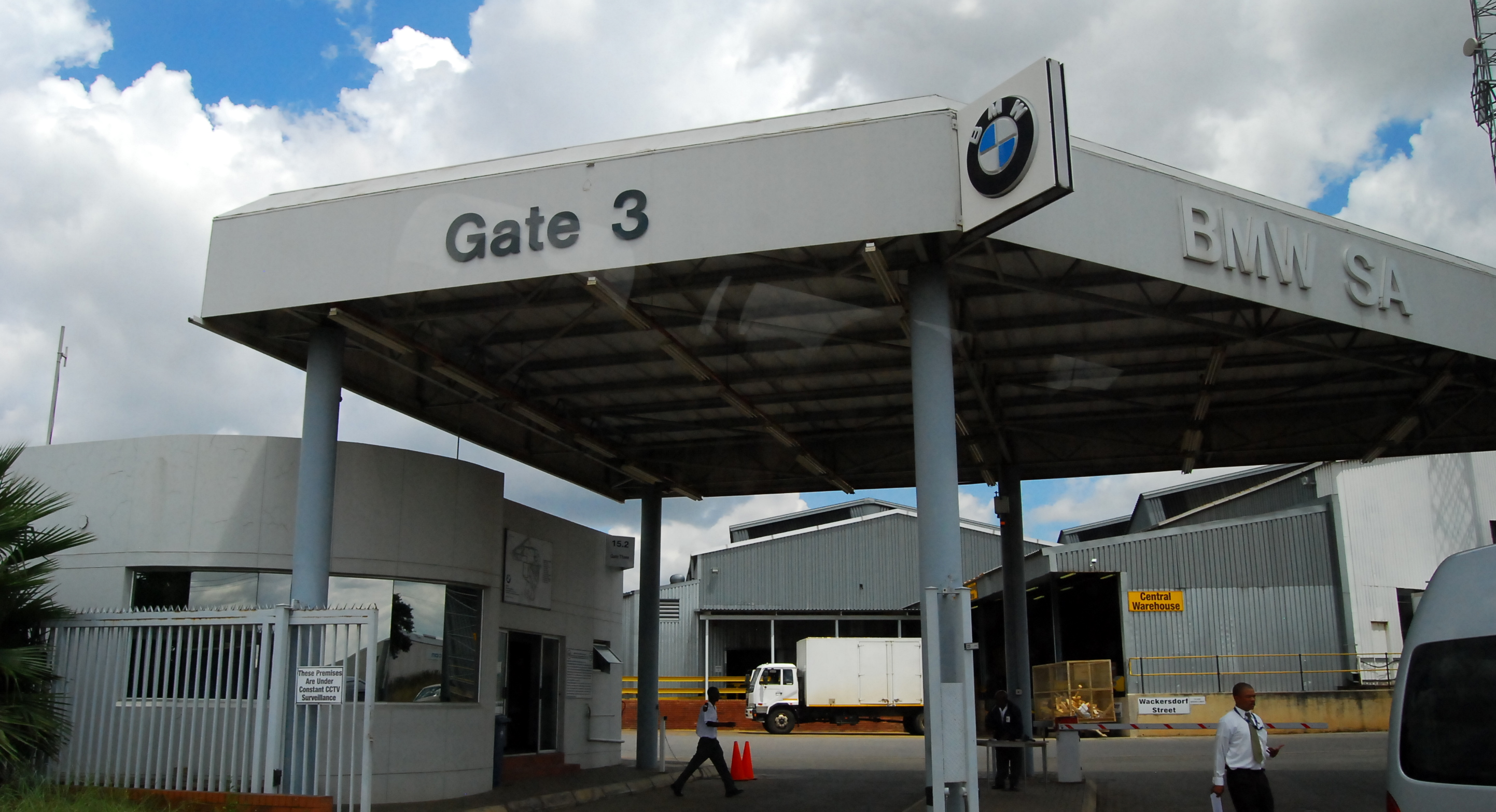
Eingang zum BMW-Werk in Rosslyn

BMW South Africa (Pty) Ltd. ist ein Automobilhersteller mit Sitz in Rosslyn, Südafrika. Das Unternehmen ist Teil des BMW-Konzerns.

## Geschichte
Bereits 1929 war das erste BMW-Motorrad von einem Privatmann nach Südafrika importiert worden. Als erster Personenkraftwagen der Marke wurde 1952 ein BMW 501 eingeführt.
Die Montage von BMW-Automobilen begann jedoch erst 1968 durch das Unternehmen Praetor Monteerders in Rosslyn. Dieses Unternehmen montierte auch Jeep-Modelle. Im Jahr 1970 kaufte BMW Anteile an Praetor Monteerders, um es 1975 vollständig zu übernehmen und BMW South Africa zu gründen, das zugleich das erste BMW-Werk außerhalb Deutschlands war.
Nach einer Investition von 3,5 Milliarden Rand Anfang des neuen Jahrtausends wurde das Werk Rosslyn als modernstes Automobilwerk der südlichen Hemisphäre angesehen.

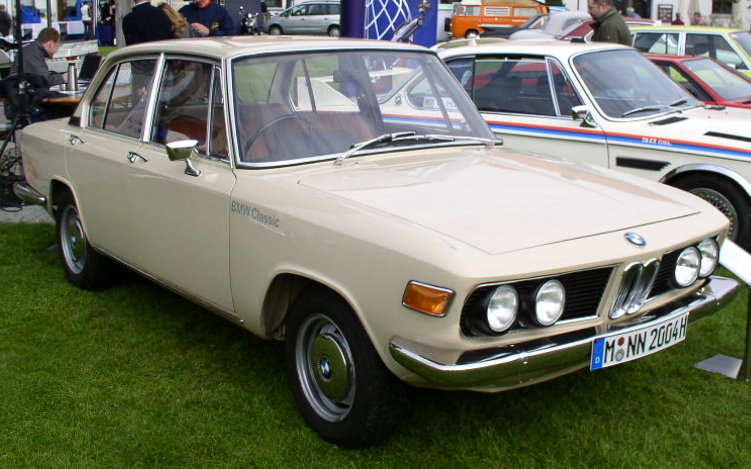
BMW 2004

## Modelle
Die ersten produzierten Modelle waren der vom Glas 1700 abgeleitete BMW 1800 SA (ab 1968) bzw. 2000 SA (ab 1969). Zuerst erfolgte die Montage von CKD-Bausätzen, bis die Produktionsanlagen nach Südafrika versendet wurden. Im Jahr 1973 folgten die optisch überarbeiteten Modelle 1804 und 2004, die aber nur ein Jahr gebaut wurden.
Ab 1974 wurde die BMW 5er Reihe in Südafrika aus CKD-Bausätzen produziert. Diese Baureihe gab es bis 1985, nachdem sie 1982 die Innenausstattung und die Motoren der neuen Baureihe E28 erhalten hatte. Die neue Baureihe E28 wurde ebenfalls erst später (1989) als in Deutschland von der Baureihe E34 abgelöst, welche die letzte in Südafrika produzierte 5er-Reihe war.
Im Jahr 1983 begann die Produktion des BMW 745i. Das Fahrzeug wurde mit dem 3,5-l-Motor des BMW M1 angetrieben und war seinerzeit der schnellste BMW 7er der Welt. Bis 1986 sollen 192 Fahrzeuge dieses Typs hergestellt worden sein.
Auch der ab 1986 (nach einer anderen Quelle 1985 bis 1987) produzierte BMW 333i mit 6 Zylindern und 3,2 l Hubraum wurde nur in Südafrika hergestellt. Es entstanden 204 bis 215 Fahrzeuge dieses Typs.
Seit 1994 wurden südafrikanische BMW-Modelle der 3er-Reihe nach Australien exportiert, seit 1999 auch in weitere Länder. Gleichzeitig begann nach Übernahme der Rover Group die Vermarktung und Produktion von Fahrzeugen der Marke Land Rover.
Die BMW-Gruppe hat in Südafrika mit 7,8 % (2006) den größten Marktanteil weltweit außerhalb Deutschlands. Im Jahr 2011 wurden rund drei Viertel der Produktion exportiert. Die Produktion beschränkte sich auf die 3er-Serie.
Seit 2018 wird in Rosslyn (ergänzend zur Produktion in Spartanburg) die Baureihe X3 (G01) gefertigt. Gleichzeitig endete die Produktion der 3er Reihe nach 1.191.604 Exemplaren und fünf Modellgenerationen.

## Car of the Year
BMW-Modelle wurden bereits sieben Mal vom südafrikanischen Motorjournalistenverband (SAGMJ) als Car of the Year ausgezeichnet.
- 1988:	BMW 735i
- 1990:	BMW 525i
- 1993:	BMW 316i
- 1997: BMW 528i
- 2001: BMW 320d (damit war BMW der erste Hersteller, der diese Auszeichnung 5 Mal erhielt)
- 2006:	BMW 3er Serie
- 2011:	BMW 530d